# Dünnbier
Dünnbier ist ein Bier mit einem Alkoholgehalt von weniger als 2 %, was etwa einem Stammwürzegehalt von 6 % entspricht. Es hat ähnliche Eigenschaften wie das moderne Leichtbier.
Einen höheren Stammwürzegehalt weisen das Schankbier und noch einmal mehr schließlich das Starkbier auf.

## Historische Aspekte
Traditionell bezeichnet der Ausdruck einen für den Hausgebrauch schon im Mittelalter hergestellten, leicht alkoholischen Getreidesud, der meist noch nicht mit Hopfen gewürzt war. Dieses Dünnbier wurde von allen Familienmitgliedern, auch Kindern, meist zu jeder Mahlzeit direkt oder als Biersuppe konsumiert.
Später wurde Dünnbier neben der privaten Produktion auch in Brauereien hergestellt, hauptsächlich wiederum für das Gesinde und arme Leute. Dieses auch Afterbier, Nachbier oder Speisebier, in Norddeutschland auch Cofent oder Covent genannte Getränk wurde meist hergestellt, indem man nach der Produktion des normalen „Dickbieres“ den Treber noch einmal verwendete, um einen weiteren Sud aufzusetzen.
Eine analoge Klassifizierung nach Stammwürze findet sich auch im Skandinavischen Raum. Der englische Begriff „Small Beers“ entspricht etwa, auch nach der Entstehungsgeschichte, dem Dünnbier.